# Fytoremediering
Fytoremediering (af græsk fyto = plante, og latin remedium = genoprette balance) er en metode til at rense jord, grundvand eller luft for miljøfremmede stoffer ved hjælp af planter.
Fytoremediering består i oprensning af forurenet jord, grundvand eller luft med planter, der er i stand til at fjerne metaller, pesticider, organiske opløsningsmidler, olieprodukter eller andre forurenende stoffer fra det forurenede medie.
Metoden er ren, effektiv og miljøbevarende i modsætning til f.eks. opgravning og deponering.